# توني جيمس (لاعب كرة قدم)
توني جيمس (بالإنجليزية: Tony James)‏ (27 يونيو 1967 بشفيلد في المملكة المتحدة - ) هو لاعب كرة قدم بريطاني في مركز الدفاع. لعب مع ليستر سيتي ونادي بليموث أرجايل ونادي غاينسبورو ترينيتي ونادي هيرفورد ولينكولن سيتي أف سي.

## وصلات خارجية
- توني جيمس على موقع قاعدة بيانات كرة القدم.إي يو (الإنجليزية)